# Nekrolog 1526
Nekrolog
◄◄
| ◄
| 1522
| 1523
| 1524
| 1525
| 1526 | 1527 | 1528 | 1529 | 1530 | ► | ►►
Weitere Ereignisse | Allgemeiner Nekrolog 1526
Die Beschreibung der verstorbenen Person sollte so kurz wie möglich gehalten sein und nur deren signifikante Tätigkeit(en) enthalten.
Neue Namen ggf. auch unter dem Geburts- und Sterbedatum, also etwa unter 1. Januar und im Geburts- und Sterbejahr (2024) eintragen (nur bei entsprechender großer Wichtigkeit). Für Beispiele siehe die schon vorhandenen Artikel.
Außerdem über die fünf zuletzt Verstorbenen, zu denen es einen ausreichend guten Artikel für eine Präsentation auf der Hauptseite gibt, nach der todesbedingten Überarbeitung der Artikel ggf. auch unter Wikipedia Diskussion:Hauptseite informieren und sie am besten auch in den anderen Wikipedia-Sprachversionen eintragen. Tipp: Regelmäßig bei news.google.de nach „ist tot“, „gestorben“ oder „verstorben“ suchen.
Wenn eine Person gestorben ist, gibt es viele Seiten zu dieser Person in der Wikipedia, die davon auch betroffen sind und entsprechend aktualisiert werden müssen. Beispiele: Namenübersichtsseite, Geburtsjahr, Geburtsort-Seiten und viele mehr.
Wie finde ich die betroffenen Seiten?
Im Suchfeld auf der linken Seite gibt man den Suchbegriff so ein: „Vorname Nachname“. Dann klickt man auf Volltext und alle Seiten mit entsprechendem Suchtext werden aufgerufen. Hier sieht man dann schnell, wo auch das Todesjahr Sinn macht oder sogar ein Teil des Artikels angepasst werden muss. Auch hilft das „Werkzeug“ auf der linken Seite sehr gut, um solche Seiten aufzufinden: „Links auf diese Seite“. Somit ist die Wikipedia wieder aktuell in allen Bereichen! Hinweis: bei Eintragung der Kategorie „Gestorben JAHR“ wird der Missbrauchsfilter 49 ausgelöst, was jedoch nicht schlimm ist. Siehe: Spezial:Missbrauchsfilter/49
Dies ist eine Liste von im Jahr 1526 verstorbenen bekannten Persönlichkeiten. Die Einträge erfolgen innerhalb der einzelnen Daten alphabetisch sortiert. Tiere sind im Nekrolog für Tiere zu finden.

## Januar
| Tag        | Name                            | Beruf, bekannt als                                                 | Alter | Beleg |
| ---------- | ------------------------------- | ------------------------------------------------------------------ | ----- | ----- |
| 3. Januar  | Johann Bornemacher              | deutscher Theologe                                                 |       |       |
| 8. Januar  | Konrad Schott von Schottenstein | fränkischer Adeliger                                               |       |       |
| 16. Januar | Biagio Buonaccorsi              | Amtsträger der Republik Florenz und Freund von Niccolò Machiavelli |       |       |
| 16. Januar | Katharina von der Pfalz         | Äbtissin von Neuburg am Neckar                                     | 26    |       |
| 19. Januar | Isabella von Österreich         | dänische Königin                                                   | 24    |       |
| 21. Januar | Apollonia von Wiedebach         | sächsische Adlige und Stifterin                                    |       |       |
| 31. Januar | Elisabetta Gonzaga              | Herzogin von Urbino                                                |       |       |

## Februar
| Tag         | Name      | Beruf, bekannt als                                    | Alter | Beleg |
| ----------- | --------- | ----------------------------------------------------- | ----- | ----- |
| 10. Februar | Johann V. | deutscher Adliger, Graf von Oldenburg und Delmenhorst |       |       |

## März
| Tag      | Name                    | Beruf, bekannt als                      | Alter | Beleg |
| -------- | ----------------------- | --------------------------------------- | ----- | ----- |
| 4. März  | Hans Judenkönig         | Lautenspieler                           |       |       |
| 6. März  | Jakob Mennel            | Historiograph und Genealoge             |       |       |
| 10. März | Janusz III.             | Herzog von Masowien                     |       |       |
| 24. März | Adolf von Anhalt-Zerbst | Bischof von Merseburg                   | 67    |       |
| 30. März | Peter Burckhard         | deutscher Mediziner und Hochschullehrer |       |       |
| 30. März | Mutianus Rufus          | deutscher Humanist                      | 55    |       |
| März     | Thomas Stoltzer         | deutscher Komponist                     |       |       |

## April
| Tag       | Name         | Beruf, bekannt als | Alter | Beleg |
| --------- | ------------ | ------------------ | ----- | ----- |
| 20. April | Ibrahim Lodi | Sultan von Delhi   |       |       |

## Mai
| Tag     | Name           | Beruf, bekannt als   | Alter | Beleg |
| ------- | -------------- | -------------------- | ----- | ----- |
| 19. Mai | Go-Kashiwabara | 104. Tennō von Japan | 61    |       |

## Juni
| Tag      | Name                | Beruf, bekannt als                           | Alter | Beleg |
| -------- | ------------------- | -------------------------------------------- | ----- | ----- |
| 6. Juni  | Leonhard Hunzdorfer | 46. Abt des Benediktinerstiftes Kremsmünster |       |       |
| 20. Juni | Reiner von Velen    | Domherr in Münster                           |       |       |
| Juni     | Hans Lützelburger   | deutscher Formschneider                      |       |       |

## Juli
| Tag      | Name                   | Beruf, bekannt als   | Alter | Beleg |
| -------- | ---------------------- | -------------------- | ----- | ----- |
| 30. Juli | García Jofre de Loaísa | spanischer Seefahrer |       |       |

## August
| Tag        | Name                        | Beruf, bekannt als                          | Alter | Beleg |
| ---------- | --------------------------- | ------------------------------------------- | ----- | ----- |
| 4. August  | Juan Sebastián Elcano       | baskisch-spanischer Entdecker               |       |       |
| 6. August  | Johannes Xylotectus         | Schweizer Reformator und Kirchenlieddichter |       |       |
| 18. August | Heinrich VII. von Rosenberg | böhmischer Adeliger                         | 30    |       |
| 29. August | Ludwig II.                  | König von Ungarn und Böhmen                 | 20    |       |
| 29. August | Pál Tomori                  | ungarischer Offizier und Bischof            |       |       |

## September
| Tag           | Name                            | Beruf, bekannt als                                         | Alter | Beleg |
| ------------- | ------------------------------- | ---------------------------------------------------------- | ----- | ----- |
| 1. September  | Kaspar Gotthard                 | deutscher Prämonstratenserabt                              |       |       |
| 4. September  | John Stewart, 3. Earl of Lennox | schottischer Adliger                                       |       |       |
| 5. September  | Alonso de Salazar               | spanischer Entdecker                                       |       |       |
| 16. September | Hans Frenzel der Reiche         | Bauherr, Grundbesitzer, Biereigner und Kaufmann in Görlitz |       |       |
| 23. September | Eucharius Rösslin der Ältere    | deutscher Arzt                                             |       |       |
| September     | Wendel Hipler                   | Bauernführer im Bauernkrieg 1525                           |       |       |

## Oktober
| Tag         | Name                    | Beruf, bekannt als                    | Alter | Beleg |
| ----------- | ----------------------- | ------------------------------------- | ----- | ----- |
| 18. Oktober | Lucas Vázquez de Ayllón | spanischer Konquistador und Entdecker |       |       |
| 31. Oktober | Conrad Brumann          | deutscher Organist und Komponist      |       |       |

## November
| Tag          | Name                      | Beruf, bekannt als                                     | Alter | Beleg |
| ------------ | ------------------------- | ------------------------------------------------------ | ----- | ----- |
| 3. November  | Marten Pechlin            | deutscher Pirat                                        |       |       |
| 5. November  | Scipione del Ferro        | italienischer Mathematiker                             | 61    |       |
| 11. November | David von Winkelsheim     | letzter Abt des Klosters St. Georgen in Stein am Rhein |       |       |
| 30. November | Giovanni dalle Bande Nere | italienischer Condottiere                              | 28    |       |

## Dezember
| Tag          | Name                      | Beruf, bekannt als                          | Alter | Beleg |
| ------------ | ------------------------- | ------------------------------------------- | ----- | ----- |
| 2. Dezember  | Thomas Fuchs von Wallburg | Reichshauptmann von Regensburg              |       |       |
| 6. Dezember  | Heinrich IV.              | Herzog von Braunschweig-Grubenhagen         |       |       |
| 22. Dezember | Antonius                  | Graf von Holstein-Pinneberg und Schauenburg |       |       |
| 24. Dezember | Veit Hirschvogel          | Glasmaler                                   |       |       |

## Datum unbekannt
| Tag                      | Name                           | Beruf, bekannt als                                        | Alter | Beleg |
| ------------------------ | ------------------------------ | --------------------------------------------------------- | ----- | ----- |
|                          | Berend Bomhover                | Ratsherr und Admiral der Hansestadt Lübeck                |       |       |
|                          | Henry Bullock                  | englischer Renaissance-Humanist und katholischer Priester |       |       |
|                          | Johannes Dörig                 | Schweizer katholischer Pfarrer und Reformator             |       |       |
|                          | Dietrich von Gemmingen         | Grundherr auf Guttenberg und in Bonfeld                   |       |       |
| zwischen Juli und August | Thomas Giese                   | römisch-katholischer Geistlicher                          |       |       |
|                          | Konrad Grebel                  | Mitbegründer der Täuferbewegung                           |       |       |
|                          | Guo Xu                         | chinesischer Künstler der Ming-Dynastie                   |       |       |
|                          | Francisco Hernández de Córdoba | spanischer Konquistador                                   |       |       |
|                          | Blasius Hölzl                  | Sekretär und Rat Kaiser Maximilians I.                    |       |       |
| Sommer                   | Peter Kock                     | deutscher Sekretär des Hansekontors in Bergen (Norwegen)  |       |       |
|                          | Diego Kolumbus                 | spanischer Seefahrer                                      |       |       |
|                          | Moritz Loff                    | Kaufmann und Ratsherr der Hansestadt Lübeck               |       |       |
|                          | Jean Marot                     | französischer Kaufmann, Höfling und Dichter               |       |       |
|                          | Elia Misrachi                  | jüdischer Gelehrter                                       |       |       |
|                          | Petrus Martyr von Anghiera     | Geschichtsschreiber                                       |       |       |
|                          | Johannes Nibling               | deutscher Zisterzienserprior und Schriftsteller           |       |       |
|                          | Zabel Oseborn                  | Bürgermeister Stralsunds                                  |       |       |
|                          | Jerg Ratgeb                    | deutscher Maler                                           |       |       |
| Oktober oder November    | Jakob Salzmann                 | Pädagoge und Reformator                                   |       |       |
|                          | Johannes Sculteti              | Domherr                                                   |       |       |
|                          | Bernhard Sporer                | südwestdeutscher Baumeister und Bildhauer                 |       |       |
|                          | Juan Velázquez Tlacotzin       | Cihuacóatl und Tlatoani von Tenochtitlan                  |       |       |
|                          | Ursula von Truppach            | vorletzte Äbtissin des Klosters Schlüsselau               |       |       |
|                          | Heinrich Winkelhofer           | deutscher Rechtsgelehrter                                 |       |       |
|                          | Thomas Wyttenbach              | Reformator der Stadt Biel                                 |       |       |
|                          | Bernardo Zenale                | italienischer Maler                                       |       |       |